# Oncholaimus brevicaudiculatus
Oncholaimus brevicaudiculatus är en rundmaskart som beskrevs av Rachor 1970. Oncholaimus brevicaudiculatus ingår i släktet Oncholaimus och familjen Oncholaimidae. Inga underarter finns listade i Catalogue of Life.